# Dicke Tannen

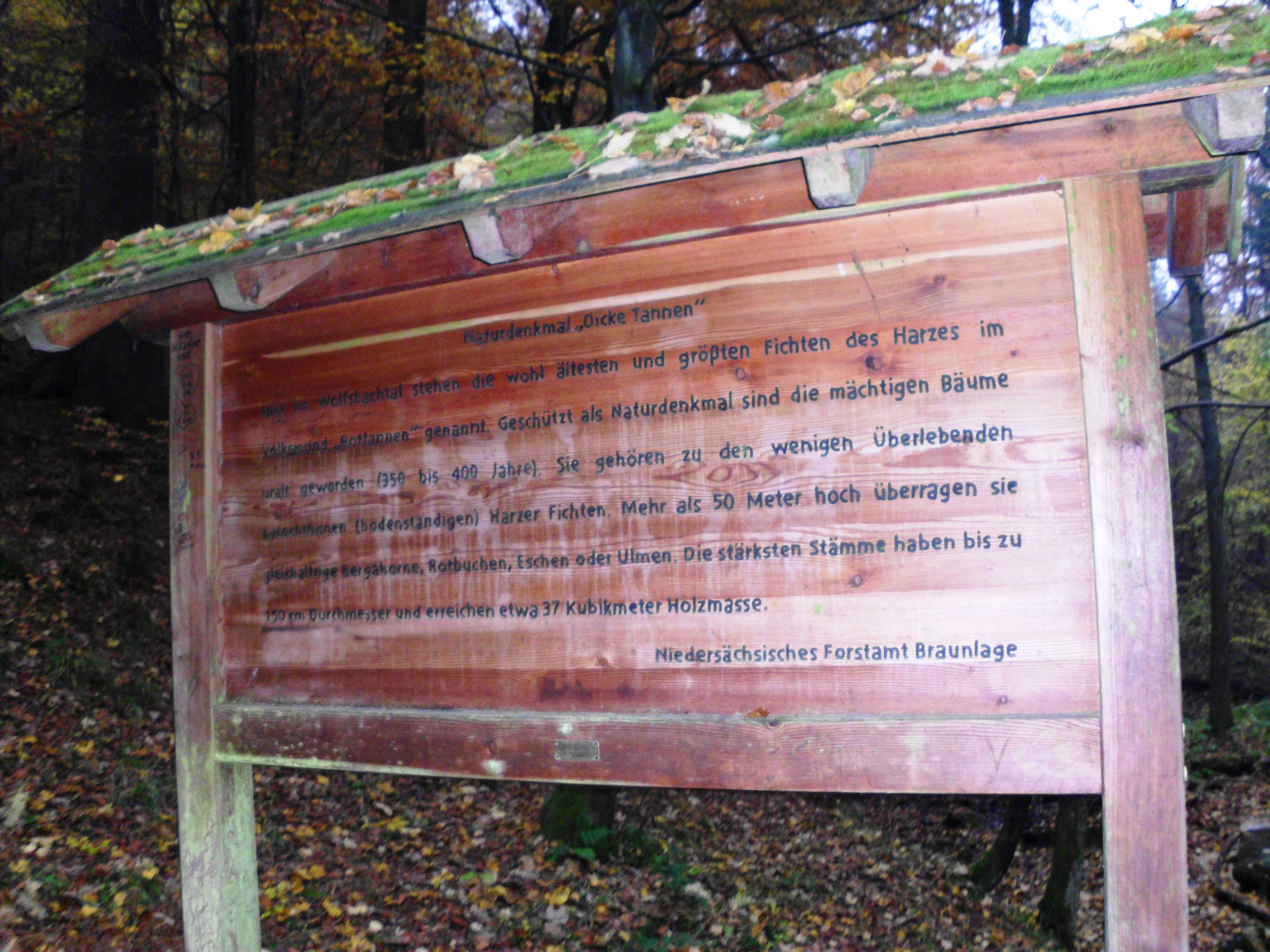
Informationstafel zum Naturdenkmal Dicke Tannen

Dicke Tannen ist ein rund 4,2 ha großes Flächennaturdenkmal etwa 1,5 km südwestlich des Harzdorfes Hohegeiß, eines Ortsteils von Braunlage im niedersächsischen Landkreis Goslar. Hier stehen die mächtigsten Fichten Norddeutschlands mit über 50 m Höhe und Stammdurchmessern von 100 bis 180 cm. Seit 1989 sind die Bäume als Naturdenkmal besonders geschützt.

## Geschichte
Die bis zu 350 Jahre alten Fichten (volksmundlich auch Rottannen genannt) wurden Ende des 18. Jahrhunderts erstmals in Forsturkunden erwähnt. Ihr langes Leben verdanken die Bäume nicht nur ihrem windgeschützten Standort an den steilen Hängen des engen Wolfsbachtals, sondern auch dem Umstand, dass Stämmen dieser Größe mit Äxten und Sägen kaum beizukommen ist und auch der Abtransport des geschlagenen Holzes zu aufwendig gewesen wäre. Zugleich bietet der Standort mit seinem Diabasverwitterungsboden über Tonschiefer in Kombination mit den hohen Niederschlägen eine gute Nährstoffversorgung, was das enorme Wachstum begünstigt.  Das Gebiet wird mittlerweile seit über 200 Jahren nicht mehr forstwirtschaftlich genutzt und macht daher einen nahezu urwaldähnlichen Eindruck.
Während um 1900 noch knapp 120 Bäume gezählt wurden, um 1960 85 und 1980 58 Exemplare, sind gegenwärtig nur noch 23 gesunde und zwei abgestorbene Bäume erhalten. Neben dem Erreichen der natürlichen Altersgrenze dürften auch die veränderten Umweltbedingungen dazu beigetragen haben. 
2001 mussten neun der größten abgestorbenen Riesen, die auf die Wanderwege zu stürzen drohten, vom Technischen Hilfswerk durch Sprengung gefällt werden, weil Stammdurchmesser und Zustand der Fichten eine Fällung mit Motorsägen unmöglich machten.

## Wanderziel
Ein alter Wanderweg, der durch das Kerngebiet der Dicken Tannen verläuft, ist heute aus Sicherheitsgründen gesperrt. Auch vom neuen Weg sind die Fichten zu sehen. Informationstafeln weisen auf das Naturdenkmal hin.
An den Dicken Tannen befindet sich die Stempelstelle Nr. 45 der Harzer Wandernadel.